# Aleksy Romanow (1850–1908)
Aleksy Aleksandrowicz Romanow (ros. Алексей Александрович Романов, ur. 2 stycznia?/14 stycznia 1850 w Petersburgu, zm. 14 listopada 1908 w Paryżu) – wielki książę rosyjski, dowódca floty rosyjskiej w randze generała-admirała.
Czwarty syn i piąte dziecko cara Aleksandra II i Marii Heskiej, młodszy brat cara Aleksandra III. W 1868, wracając z Grecji, przeżył katastrofę okrętu „Aleksander Newski” u wybrzeży Jutlandii. W 1870 prawdopodobnie poślubił (wbrew woli rodziny) Aleksandrę, hrabinę Żukowską (1842–1899), z którą miał syna, hrabiego Aleksego Bielewskiego-Żukowskiego (1871–1932).
Od 1860 praktykował jako oficer na różnych okrętach wojennych, od 1873 dowodził okrętami. Podczas wojny rosyjsko-tureckiej (1877–1878) mianowany dowódcą sił morskich Floty Naddunajskiej. Od 1881 dowódca floty carskiej, od 1883 generał-admirał. Członek rosyjskiej Rady Państwa. Po klęsce w wojnie rosyjsko-japońskiej (1904–1905) odsunięty od stanowisk, zamieszkał w Paryżu.
W latach 1871–1872, jako pierwszy członek rosyjskiej rodziny carskiej, podróżował jako ambasador dobrej woli do USA, odwiedzając 34 stany i uczestnicząc m.in. w polowaniu na Dzikim Zachodzie.